# الدوري الأوروغواياني لكرة القدم 1908
الدوري الأوروغواياني لكرة القدم 1908 (بالإسبانية: Campeonato Uruguayo de Primera División 1908)‏ هو الموسم 8 من  الدوري الأوروغواياني لكرة القدم. أشرف على تنظيمه اتحاد أوروغواي لكرة القدم، وكان عدد الأندية المشاركة فيه  10، وفاز فيه نادي ريفر بليت لكرة القدم.